# Никольск (Янаульский район)
Нико́льск (баш. Никольск) — деревня в Янаульском районе Республики Башкортостан Российской Федерации. Входит в состав Орловского сельсовета.

## География

### Географическое положение
Расстояние до:
- районного центра (Янаул): 29 км,
- центра сельсовета (Орловка): 7 км,
- ближайшей ж/д станции (Янаул): 29 км.

## История
Починок Никольский основан удмуртами во второй половине XIX века (по другим данным — в 1825 году переселенцами из-под Камы).
В 1896 году в починке Никольский Черауловской волости VII стана Бирского уезда Уфимской губернии было 29 дворов и 226 жителей (108 мужчин и 118 женщин), действовала мельница.
В 1906 году — 217 жителей.
В 1920 году в починке той же волости по официальным данным было 44 двора и 219 жителей (93 мужчины, 126 женщин), по данным подворного подсчета — 212 жителей (все показаны русскими) в 40 хозяйствах.
В 1926 году починок относился к Краснохолмской волости Бирского кантона Башкирской АССР.
В 1932 году здесь появилась начальная школа, примерно тогда же возник колхоз им. Сталина, в котором имелись овцеферма, ферма молодняка КРС, свиноферма, пасека, кузница. Были клуб и магазин, раз в неделю приезжала кинопередвижка.
В 1939 году — 358 жителей, в 1959-м проживало 253 человека.
С 1959 года — деревня, современное название — с 1980-х годов.
В позднесоветское время работала овцетоварная ферма.
В 1982 году население деревни составляло около 160 человек.
В 1989 году — 96 человек (41 мужчина, 55 женщин).
В 2002 году — 134 человека (63 мужчины, 71 женщина), преобладают удмурты (82 %).
В 2010 году — 126 человек (61 мужчина, 65 женщин).
Сейчас социальных объектов в деревне нет.

## Население
| 2002 | 2009 | 2010 |
| ---- | ---- | ---- |
| 134  | ↘130 | ↘126 |